# Danh sách loài của Bryum

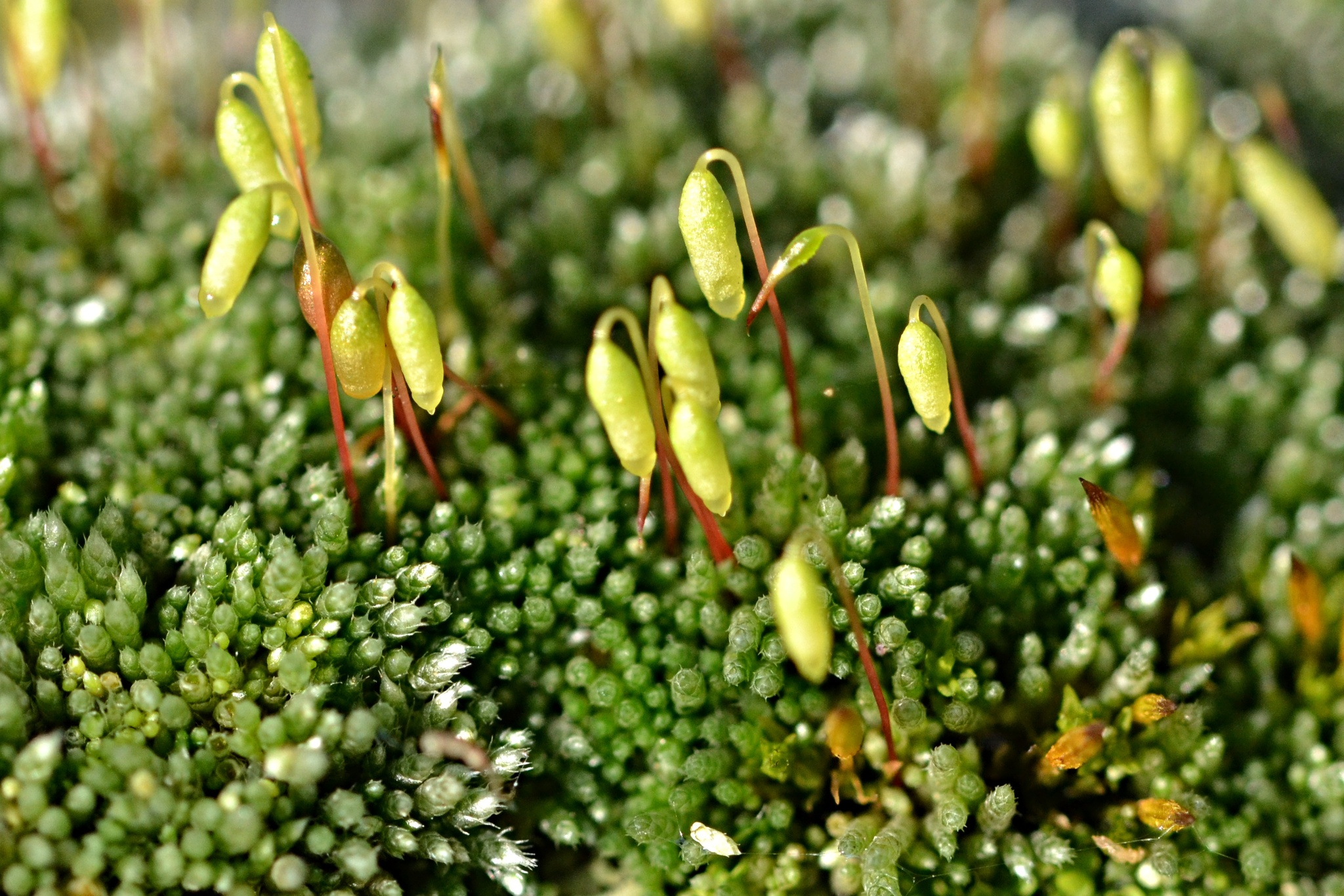
Bryum argenteum

Có hơn 1,000 loài được công nhận thuộc chi Bryum cho đến khi chi này được tách ra thành ba chi riêng biệt theo một công bố năm 2005. Tính đến  năm 2024, Bryum gồm 281 loài được công nhận, 220 đồng nghĩa, và 2 đơn vị phân loại chưa kết luận.

## Danh sách

### A
Bryum acuminatissimum - Bryum acutifolium - Bryum afrocalophyllum - Bryum alandense - Bryum albomarginatum - Bryum albopulvinatum - Bryum albulum - Bryum altaicum - Bryum amblyacis - Bryum amentirameum - Bryum anomodon - Bryum apalodictyoides - Bryum arachnoideum - Bryum argenteum - Bryum argentisetum - Bryum atrovirens - Bryum auratum - Bryum austroturbinatum

### B
Bryum baeuerlenii - Bryum bavaricum - Bryum bharatiense - Bryum billetii - Bryum blindii - Bryum borellii - Bryum botterii - Bryum bourgeanum - Bryum brachycladulum - Bryum brasiliense - Bryum brevicoma - Bryum bulbiferum - Bryum bulbigerum - Bryum bulbillicaule - Bryum bullosum

### C
Bryum cadetii - Bryum calobryoides - Bryum campoanum - Bryum campylopodioides - Bryum capillatum - Bryum capituliforme - Bryum carbonicola - Bryum challaense - Bryum cognatum - Bryum colombi - Bryum coloradense - Bryum conoideo-operculatum - Bryum crassimucronatum - Bryum crassinervum - Bryum cremocarpum - Bryum cristatum - Bryum crozetense

### D
Bryum deciduum - Bryum defractum - Bryum delitescens - Bryum denticulatinervium - Bryum depressum - Bryum diaphanum - Bryum dillenii - Bryum dimorphum - Bryum dissolutinerve - Bryum dixonii - Bryum dolichophyllum - Bryum dongolense - Bryum dyffrynense

### E
Bryum ekmanii - Bryum elegantulum - Bryum ellipsifolium - Bryum ellipticifolium - Bryum elwendicum - Bryum encalyptaceum - Bryum erectum - Bryum erythrotropis - Bryum euryphyllum - Bryum evanidinerve

### F
Bryum fabronia - Bryum felipponei - Bryum flaccidifolium - Bryum flagellans - Bryum flagellicoma - Bryum flavipes - Bryum flavopallidum - Bryum formosum - Bryum francii - Bryum funckiioides - Bryum fuscescens - Bryum fuscomucronatum - Bryum fuscotomentosum

### G
Bryum gamophyllum - Bryum garovaglii - Bryum gemmatum - Bryum germainii - Bryum gilliesii - Bryum gjaidsteinense - Bryum glaciale - Bryum glacierum - Bryum gracilisetum - Bryum gynostomoides - Bryum gyoerffianum

### H
Bryum haematoneurum - Bryum harriotii - Bryum hatcheri - Bryum hauthalii - Bryum hedbergii - Bryum heterophyllum - Bryum hioramii

### I
Bryum illecebraria - Bryum imbricatum - Bryum innovans - Bryum insolitum

### J
Bryum jamaicense - Bryum joannis-meyeri

### K
Bryum kashmirense - Bryum kikuyuense - Bryum kilimandscharicum

### L
Bryum lamii - Bryum lamprocarpum - Bryum lamprocomum - Bryum lamprostegum - Bryum lanatum - Bryum latilimbatum - Bryum leoni - Bryum lepidum - Bryum leptocaulon - Bryum leptoglyphondon - Bryum leptospeiron - Bryum leptotorquescens - Bryum leptotrichum - Bryum leucoglyphodon - Bryum leucophylloides - Bryum liliputanum - Bryum limbifolium - Bryum lonchophyllum - Bryum lonchopus - Bryum lorentzii - Bryum ludovicae - Bryum lugubre - Bryum luteolum

### M
Bryum macroblastum - Bryum macrodictyum - Bryum mairei - Bryum megalacrion - Bryum mendax - Bryum mesodon - Bryum microcapillare - Bryum microcochleare - Bryum microimbricatum - Bryum micronitidum - Bryum mieheanum - Bryum minusculum - Bryum minutirosatum - Bryum minutissimum - Bryum mirabile - Bryum miserum - Bryum mollifolium - Bryum molliusculum - Bryum mucronifolium - Bryum multiflorum

### N
Bryum nanocapillare - Bryum nanophyllum - Bryum neelgheriense

### O
Bryum oamaruanum - Bryum obliquum - Bryum oblongum - Bryum obscurum - Bryum ochianum - Bryum oedeneuron - Bryum oncophorum - Bryum oophyllum - Bryum orthocladum - Bryum orthodontioides - Bryum osculatianum - Bryum oxycarpum

### P
Bryum pabstianum - Bryum pallidisetum - Bryum pallidoviride - Bryum pamirense - Bryum pamiricomucronatum - Bryum pancheri - Bryum papuanum - Bryum paraguense - Bryum parvulum - Bryum patzeltii - Bryum pedemontanum - Bryum peralatum - Bryum perdecurrens - Bryum perminutum - Bryum perrieri - Bryum petelotii - Bryum phallus - Bryum platense - Bryum platyphyllum - Bryum pocsii - Bryum posthumum - Bryum procerum - Bryum prosatherum - Bryum pseudoblandum - Bryum pseudomicron - Bryum pseudopachytheca - Bryum pungentifolium - Bryum purpuratum - Bryum purpureolucidum - Bryum purpureonigrum - Bryum pycnodictyum - Bryum pygmaeomucronatum - Bryum pygmaeum - Bryum pyrrhothrix

### R
Bryum rapaense - Bryum rectifolium - Bryum recurvulum - Bryum redboonii - Bryum remelei - Bryum retusifolium - Bryum rhexodon - Bryum rhizoblastum - Bryum rhypariocaulon - Bryum richardsii - Bryum riparioides - Bryum riparium - Bryum rivale - Bryum roscheri - Bryum rosulans - Bryum rubescens - Bryum rubicundum - Bryum rubrocostatum - Bryum rudimentale - Bryum rufolimbatum - Bryum runmaroeense - Bryum russulum

### S
Bryum sabuletorum - Bryum salakense - Bryum sandii - Bryum savesii - Bryum savondroninicus - Bryum schmidtii - Bryum sclerodictyon - Bryum semirubrum - Bryum serpillifolium - Bryum sinense - Bryum sinuosum - Bryum skottsbergii - Bryum soboliferum - Bryum sordidum - Bryum spinifolium - Bryum spinosum - Bryum splachnobryoides - Bryum splendidifolium - Bryum srilankenese - Bryum stellituber - Bryum stenophyllum - Bryum subargenteum - Bryum subclavatum - Bryum subgracillimum - Bryum subleucophyllum - Bryum subpercurrente - Bryum subprostatum - Bryum subrotundifolium - Bryum svihlae

### T
Bryum taimyrense - Bryum taitae - Bryum taoense - Bryum tenerum - Bryum tenuidens - Bryum tepintzensa - Bryum terskeiense - Bryum thomeanum - Bryum tisserantii - Bryum tjiburrumense - Bryum torquatum - Bryum trabutii

### U
Bryum ugandicus - Bryum uvidum

### V
Bryum vernum - Bryum veronense - Bryum viguieri - Bryum vitianum - Bryum voeltzkowii - Bryum vulcanicum

### W
Bryum wagneri - Bryum wallaceanum